# Otto von Blanckenburg
Otto von Blanckenburg, auch Otto von Blankenburg, (* um 1535 in Hildebrandshagen; † 4. August 1605 ebenda) war Komtur der Deutschordenskommende Langeln in der Ballei Sachsen.

## Leben
Blanckenburg stammte aus einem Adelsgeschlecht der Uckermark und war der jüngste Sohn von Henning von Blanckenburg auf Wolfshagen. Von Johann von Lossow wurde er für den Deutschen Orden geworben. 1572 erfolgte seine Ernennung zum Komtur der Kommende Langeln in der Grafschaft Wernigerode. Diese Funktion übte er zwanzig Jahre aus. 1592 erfolgte seine ehrenhafte Entlassung, um das Erbe der Familiengüter Hildebrandshagen und Schlepkow anzutreten. Er heiratete. Seine Ehefrau Ursula geb. von Klützow aus Dedelow brachte fünf Töchter und einen Sohn zur Welt. Sein Epitaph befindet sich noch heute in der Pfarrkirche Hildebrandshagen.
Jacob von Blanckenburg ist einer seiner Brüder.